# Crown (optyka)

Achromat, tworzony przez szkło crown i flint.

Kron (ang. Crown) – szkło optyczne o dużej zawartości tlenku potasu (K2O), charakteryzujące się dużą przejrzystością, stosowane do wyrobu soczewek i innych elementów optycznych. Ma niski współczynnik załamania światła (ok. 1,45–1,6; dla czystego szkła: 1,50–1,54) i niską dyspersję (liczba Abbego ok. 60). Razem ze szkłem flintowym stosowane jest do korekcji aberracji chromatycznej w układach optycznych np. achromatach.

## Przybliżony skład chemiczny
- kwarc (SiO2) – ok. 73%
- tlenek sodu (Na2O) – ok. 5%
- tlenek potasu (K2O) – ok. 17%
- tlenek wapnia (CaO) – ok. 3%
- tlenek glinu (Al2O3) – 2%